# اچ‌ام‌اس بولفینچ (۱۸۹۸)
اچ‌ام‌اس بولفینچ (۱۸۹۸) (به انگلیسی: HMS Bullfinch (1898)) یک کشتی بود. این کشتی در سال ۱۸۹۸ ساخته شد.